# Ga Mỹ Đức
Ga Mỹ Đức là một nhà ga xe lửa tại xã Sơn Thủy, huyện Lệ Thủy, tỉnh Quảng Bình. Nhà ga là một điểm trên tuyến đường sắt Bắc Nam tiếp nối sau ga Long Đại và trước ga Phú Hòa.
Ga Mỹ Đức cách ga Đồng Hới 29 km về phía bắc và cách ga Đông Hà 71 km về phía nam. Lý trình ga: Km 550 + 890.